# Alberto Sant
Alberto Sant Alentà (* 27. Oktober 1933 in Sabadell) ist ein ehemaliger spanischer Radrennfahrer.

## Sportliche Laufbahn
Sant war im Straßenradsport und im Bahnradsport aktiv. Als Amateur siegte er 1950 im Gran Premio de Ódena.
Von 1952 bis 1964 war er Unabhängiger und Berufsfahrer. Er gewann 1951 den Gran Premio Pascuas, 1953 das Rennen Grande Pulse Fiestas de Figueres und Grande Premio Sitges, 1954 eine Etappe der Katalonien-Rundfahrt (2. Platz in der Gesamtwertung hinter Walter Serena), 1957 die Vuelta a La Rioja sowie zwei Etappen in der Vuelta a Colombia, 1958 ein Etappe in der Vuelta del Sudeste de España, 1959 eine Etappe in der Vuelta a Andalucía.
Dritter wurde er 1953 im Gran Premio Pascuas, 1957 im Gran Premio Sabadell.

## Familiäres
Sein Vater Pedro Sant und sein gleichnamiger Bruder Pedro Sant waren ebenfalls Radrennfahrer.